# 哈大动车组列车
哈大动车组列车是中华人民共和国中国铁路高速的一条列车运营路线，往来黑龙江省哈尔滨市哈尔滨西站至辽宁省大连市大连北站。在哈大客运专线开通初期，因受到气候因素限制，列车开行时分冬季和夏季“两张列车运行图”，每年冬季（12月1日至次年4月20日）实行冬季运行图，在此期间均开行普通动车组列车。2015年12月1日起，哈大高铁全年按照时速300公里开行动车组列车，即“冬夏一张列车运行图”，因此自当日起哈大动车组列车全部停运。

## 时刻表
以下数据截至2014年12月：
- 大连北→哈尔滨西：

1. D1301次，07:32开，12:54到，全程时间5小时22分。
2. D1303次，07:57开，13:34到，全程时间5小时37分。
3. D1305次，08:55开，14:26到，全程时间5小时31分。
4. D1307次，09:56开，15:43到，全程时间5小时47分。
5. D1309次，10:54开，16:38到，全程时间5小时44分。
6. D1311次，11:46开，17:24到，全程时间5小时38分。
7. D1313次，12:22开，18:01到，全程时间5小时39分。
8. D1315次，12:51开，18:33到，全程时间5小时42分。
9. D1317次，13:44开，19:16到，全程时间5小时32分。
10. D1319次，14:28开，20:06到，全程时间5小时38分。
11. D1321次，15:18开，21:04到，全程时间5小时46分。
12. D1323次，17:07开，22:59到，全程时间5小时52分。
13. D1325次，17:44开，23:22到，全程时间5小时38分。
14. D1327次，18:15开，23:41到，全程时间5小时26分。

- 哈尔滨西→大连北：

1. D1302次，07:05开，12:31到，全程时间5小时26分。
2. D1304次，07:49开，13:14到，全程时间5小时25分。
3. D1306次，08:08开，13:52到，全程时间5小时44分。
4. D1308次，09:14开，14:58到，全程时间5小时44分。
5. D1310次，10:44开，16:16到，全程时间5小时32分。
6. D1312次，11:51开，17:24到，全程时间5小时33分。
7. D1314次，12:24开，17:52到，全程时间5小时28分。
8. D1316次，12:59开，18:25到，全程时间5小时26分。
9. D1318次，13:23开，18:50到，全程时间5小时27分。
10. D1320次，14:03开，19:42到，全程时间5小时39分。
11. D1322次，14:49开，20:15到，全程时间5小时26分。
12. D1324次，16:10开，21:30到，全程时间5小时20分。
13. D1326次，17:00开，22:33到，全程时间5小时33分。
14. D1328次，17:55开，23:16到，全程时间5小时21分。